# Dover (New York)
Pour les articles homonymes, voir Dover.
Dover est une ville du comté de Dutchess, dans l'État de New York, aux États-Unis.

## Source
- (en) Cet article est partiellement ou en totalité issu de l’article de Wikipédia en anglais intitulé « Dover, New York » (voir la liste des auteurs).